# Haut Giffre
Haut Giffre este o arie protejată (sit de importanță comunitară — SCI) din Franța întinsă pe o suprafață de 12.409 ha, integral pe uscat.

## Localizare
Centrul sitului Haut Giffre este situat la coordonatele 46°02′25″N 6°49′27″E / 46.04028°N 6.82417°E.

## Înființare
Situl Haut Giffre a fost declarat arie specială de conservare în baza directivei 92/43 din 1992 referitoare la conservarea habitatelor naturale și a faunei și florei sălbatice pentru a proteja 3 specii de plante și 6 specii de animale.

## Biodiversitate
Situată în ecoregiunea alpină, aria protejată conține 32 de habitate naturale: Păduri de fag Luzulo-Fagetum, Păduri de fag Asperulo-Fagetum, Păduri de fag subalpine medio-europene cu Acer și Rumex arifolius, Păduri pe pante, grohotișuri și ravene de Tilio-Acerion, Tufărișuri subarctice cu Salix spp., Izvoare petrifiante cu formare de travertin (Cratoneurion), Formațiuni pioniere alpine de Caricion bicoloris-atrofuscae, Pante stâncoase calcaroase cu vegetație casmofită, Pante stâncoase silicioase cu vegetație casmofită, Pajiști alpine și boreale, Liziere de ierburi înalte hidrofile de câmpie și de nivel montan până la alpin, Mlaștini alcaline, Peșteri inaccesibile publicului, Ghețari permanenți, Păduri acidofile de Picea de la nivel montan la nivel alpin (Vaccinio-Piceetea), Lespezi calcaroase, Pajiști alpine și subalpine calcaroase, Păduri aluvionare cu Alnus glutinosa și Fraxinus excelsior (Alno-Padion, Alnion incanae, Salicion albae), Păduri alpine de Larix decidua și/sau Pinus cembra, Fânețe montane, Păduri de fag din Europa Centrală dezvoltate pe sol calcaros cu Cephalanthero-Fagion, Ape stătătoare oligotrofe până la mezotrofe, cu vegetație de Littorelletea uniflorae și/sau de Isoëto-Nanojuncetea, Râuri de munte și vegetația erbacee de pe malurile acestora, Râuri de munte și vegetația lor lemnoasă cu Myricaria germanica, Pajiști boreale și alpine pe substrat silicios, Râuri de munte și vegetația lor lemnoasă cu Salix elaeagnos, Grohotișuri silicioase de la nivelul montan până la nivelul zăpezii (Androsacetalia alpinae și Galeopsietalia ladani), Grohotișuri calcaroase și de șisturi calcaroase de la nivelul montan până la nivelul alpin (Thlaspietea rotundifolii), Grohotișuri medio-europene calcaroase, de la nivel colinar și montan, Lacuri eutrofice naturale cu vegetație de tip Magnopotamion sau Hydrocharition, Turbării active, Păduri montane și subalpine de Pinus uncinata (* dezvoltate pe substrat gipsos sau calcaros).
La baza desemnării sitului se află mai multe specii protejate:
- plante (3): Buxbaumia viridis, papucul doamnei (Cypripedium calceolus), Eryngium alpinum
- mamifere (4): liliac cârn (Barbastella barbastellus), râs eurasiatic (Lynx lynx), liliac cu urechi mari (Myotis bechsteinii), liliac cărămiziu (Myotis emarginatus)
- nevertebrate (2): fluturele auriu (Euphydryas aurinia), Rosalia alpina